# Ksi Draconis
Ksi Draconis (Grumium, ξ Dra) – gwiazda w gwiazdozbiorze Smoka, odległa od Słońca o około 113 lat świetlnych.

## Nazwa
Gwiazda nosi tradycyjną nazwę Grumium, której pochodzenie jest niejasne. Może ona być barbaryzmem, równoważnym słowu stgr. γένυς genus, jakim Ptolemeusz określał żuchwę Smoka. Wywodzono ją także od łacińskiego słowa określającego ryj świni. Inna nazwa gwiazdy, Nodus I, oznacza „pierwszy węzeł” ciała Smoka. Grumium oraz β Dra (Rastaban), γ Dra (Eltanin), μ Dra (Alrakis) i ν Dra (Kuma) były nazywane przez Arabów ‏الْعوائذ‎ al-‘Awā’idh, „matki wielbłądzice”, a przez Europejczyków Quinque Dromedarii. Międzynarodowa Unia Astronomiczna zatwierdziła użycie nazwy Grumium dla określenia tej gwiazdy.

## Charakterystyka
Ksi Draconis jest olbrzymem należącym do typu widmowego K2. Jest 53 razy jaśniejsza niż Słońce, ma 12 razy większą średnicę i 1,5 raza większą masę. Gwiazda najprawdopodobniej ma trzy miliardy lat, stosunkowo niedawno zakończyła syntezę wodoru w hel i jaśnieje, choć mogła już osiągnąć maksymalną jasność i zainicjować syntezę helu.
W odległości 315,7 sekund kątowych od niej znajduje się inna gwiazda o wielkości 13,08m. Charakteryzuje się ona takim samym (w granicy niepewności) ruchem własnym jak ksi Draconis. Wskazuje to na grawitacyjne powiązanie gwiazd; dzieli je odległość co najmniej 11 000 au, a jeden obieg wspólnego środka masy zajmuje około 800 000 lat. Słabsza gwiazda jest najprawdopodobniej czerwonym karłem typu widmowego M6.